# 大卫·坦纳
大衛·伯納姆·坦納（英語：David Burnham Tanner，1945年3月12日—）是佛羅里達大學物理學名譽教授、並兼職化學系教授。坦納在維吉尼亞大學取得學士學位、並於康乃爾大學取得博士學位。
坦納的研究以光學尤為卓著，以及光學在天文物理的運用，同時也參與LIGO計畫合作。他於1989年當選美國物理學會院士；2019年出版教科书《固体光学效应》（劍橋大學出版社 （页面存档备份，存于））。